# MTV Movie Awards 2002
MTV Movie Awards 2002 var en amerikansk prisuddeling afholdt af musikkanalen MTV, der fandt sted den 6. juni 2002 i Los Angeles i Californien i USA. Sarah Michelle Gellar og Jack Black var værter under udsendelsen, og Eminem, The White Stripes og Kelly Osbourne var blandt kunstnerne, der optrådte.

## Optrædener
- The White Stripes — "Fell in Love with a Girl" og "Dead Leaves and the Dirty Ground"
- Eminem — "Without Me"
- Kelly Osbourne — "Papa Don't Preach"

Listen over de nominerede var som følger, med vinderne fremhævet i fed skrift:

## Bedste film
- Ringenes Herre - Eventyret om Ringen
- Black Hawk Down
- The Fast and the Furious
- Blondinens Hævn
- Shrek

## Bedste mandlige optræden
- Will Smith – Ali
- Russell Crowe – Et Smukt Sind
- Vin Diesel – The Fast and the Furious
- Josh Hartnett – Pearl Harbor
- Elijah Wood –  Ringenes Herre - Eventyret om Ringen

## Bedste kvindelige optræden
- Nicole Kidman – Moulin Rouge!
- Kate Beckinsale – Pearl Harbor
- Halle Berry – Monster's Ball
- Angelina Jolie – Lara Croft: Tomb Raider
- Reese Witherspoon – Blondinens Hævn

## Bedste optræden i en komedie
- Reese Witherspoon – Lovlig blond
- Eddie Murphy – Shrek
- Mike Myers – Shrek
- Seann William Scott – American Pie 2
- Chris Tucker – Rush Hour 2

## Bedste hold på skærmen
- Vin Diesel og Paul Walker – The Fast and the Furious
- Casey Affleck, Scott Caan, Don Cheadle, George Clooney, Matt Damon, Elliott Gould, Eddie Jemison, Bernie Mac, Brad Pitt, Shaobo Qin og Carl Reiner – Ocean's Eleven
- Jackie Chan og Chris Tucker – Rush Hour 2
- Cameron Diaz, Eddie Murphy, og Mike Myers – Shrek
- Ben Stiller og Owen Wilson – Zoolander

## Bedste mandlige gennembrud
- Orlando Bloom –  Ringenes Herre - Eventyret om Ringen
- DMX – Exit Wounds
- Colin Hanks – Orange County
- Daniel Radcliffe – Harry Potter og De Vises Sten
- Paul Walker – The Fast and the Furious

## Bedste kvindelige gennembrud
- Mandy Moore – A Walk to Remember
- Penelope Cruz – Blow
- Anne Hathaway – The Princess Diaries
- Shannyn Sossamon – A Knight's Tale
- Britney Spears – Crossroads

## Bedste skurk
- Denzel Washington – Training Day
- Aaliyah – Queen of the Damned
- Christopher Lee –  Ringenes Herre - Eventyret om Ringen
- Tim Roth – Planet of the Apes
- Zhang Ziyi – Rush Hour 2

## Bedste kys
- Jason Biggs og Seann William Scott – American Pie 2
- Heath Ledger og Shannyn Sossamon – A Knight's Tale
- Renée Zellweger og Colin Firth – Bridget Jones' dagbog
- Nicole Kidman og Ewan McGregor – Moulin Rouge!
- Mia Kirshner og Beverly Polcyn – Not Another Teen Movie

## Bedste actionsekvens
- «Angrebsscenen» – Pearl Harbor
- «Det første helikopterstyrt» – Black Hawk Down
- «Det sidste løb» – The Fast and the Furious
- «Kampen i grotten» –  Ringenes Herre - Eventyret om Ringen

## Bedste slåskamp
- Chris Tucker og Jackie Chan mod Hong-Kong-banden – Rush Hour 2
- Angelina Jolie mod robotten – Lara Croft: Tomb Raider
- Christopher Lee mod Ian McKellen –  Ringenes Herre - Eventyret om Ringen
- Jet Li mod sig selv – The One

## Bedste musiksekvens
- Ewan McGregor og Nicole Kidman – Moulin Rouge!
- Heath Ledger og Shannyn Sossamon – A Knight's Tale
- Nicole Kidman – Moulin Rouge!
- Chris Tucker – Rush Hour 2

## Bedste citat
- «Oh, I like your outfit too, except when I dress up as a frigid bitch, I try not to look so constipated» — Reese Witherspoon – Blondinens Hævn
- "King Kong ain’t got nuthin on me" — Denzel Washington (Training Day)
- "Oh, it’s already been brought !" — Jaime Pressly (Not Another Teen Movie)
- "There’s more to life than just being really, really, really ridicuously good looking" — Ben Stiller (Zoolander)
- "We graduated high school. How totally amazing" — Thora Birch (Ghost World)
- "Yeah, I kind of super glue myself, to, uh, myself" — Jason Biggs (American Pie 2)

## BedsteCameo
- Snoop Dogg – Training Day
- Charlton Heston – Planet of the Apes
- David Bowie – Zoolander
- Dustin Diamond – Made
- Kylie Minogue – Moulin Rouge!
- Molly Ringwald – Not Another Teen Movie

## Bedst udklædt
- Reese Witherspoon – Blondinens Hævn
- Britney Spears – Crossroads
- Thora Birch – Ghost World
- George Clooney – Ocean's Eleven
- Will Ferrell – Zoolander
- Ben Stiller – Zoolander

### Bedste Nye Filmmager
- Christopher Nolan – Memento